# Спринг Сити (Тенеси)
Спринг Сити (енгл. Spring City) град је у америчкој савезној држави Тенеси.

## Демографија
По попису из 2010. године број становника је 1.981, што је 44 (-2,2%) становника мање него 2000. године.
| Група             | 2000.         | 2010.         |
| Белци             | 1.905 (94,1%) | 1.820 (91,9%) |
| Афроамериканци    | 91 (4,5%)     | 74 (3,7%)     |
| Азијати           | 1 (0,0%)      | 6 (0,3%)      |
| Хиспаноамериканци | 10 (0,5%)     | 24 (1,2%)     |
| Укупно            | 2.025         | 1.981         |